# The Foolish Virgin
Pour plus de détails, voir Fiche technique et Distribution.
The Foolish Virgin est un film américain réalisé par George W. Hill et sorti en 1924.
Il est basé sur un roman de Thomas Dixon publié en 1915. C'est la deuxième adaptation de ce roman pour le cinéma.

## Fiche technique
- Réalisation : George W. Hill
- Scénario : Lois Zellner d'après The Foolish Virgin: A Romance of Today de Thomas Dixon Jr.
- Production : Columbia Pictures
- Photographie : Norbert Brodine
- Durée : 6 bobines
- Dates de sortie:
  - États-Unis : 15 août 1924

## Distribution
- Elaine Hammerstein : Mary Adams
- Robert Frazer : Jim Owens / Eiphann Owens
- Gladys Brockwell : Nance Owens
- Phyllis Haver : Jane Sanderson
- Lloyd Whitlock : Charles Spencer
- Irene Hunt : Mrs. Dawson
- Howard Truesdale : Dr. Dawson
- Jack Henderson : Sam Allen
- Roscoe Karns : Chuck Brady
- Oliver Cross : Lawson Howard
- Edward W. Borman : Dan O'Leary
- Spec O'Donnell : petit garçon